# 皮奥伊州圣弗兰西斯科
皮奥伊州圣弗兰西斯科（葡萄牙語：São Francisco do Piauí）是巴西皮奥伊州的一个市镇。总面积1340.654平方公里，总人口6324人，人口密度4.7人/平方公里。